# 清心院
清心院（せいしんいん、旧字体：淸心院、寛文7年（1667年） - 元文4年11月19日（1739年12月19日））は、江戸幕府第5代将軍・徳川綱吉の側室。諱は不詳。通称は新典侍（しんすけ、新助とも）。

## 生涯
公家の豊岡家の祖である豊岡有尚の娘として生まれ、祖父の権大納言・日野弘資の養女となる。はじめは綱吉の御台所・鷹司信子付の女房だったが、江戸城本丸大奥の実力者・右衛門佐局によって綱吉の側室となったという。
宝永6年（1709年）、綱吉の没後に落飾して清心院と号し、以後は馬場先の御用屋敷に住んだ。ところが享保2年（1717年）に密通事件が発覚、飯田町新屋敷に蟄居の身となる。元文4年（1739年）、73歳で没した。戒名は淸心院貞岳妙瑌日証大姉。墓所は東京都台東区谷中の大円寺にある。
東京都台東区谷中の大円寺に、墓所はない。2024年9月26日住職に確認済み。

## 関連作品
映画
- 大奥〜永遠〜［右衛門佐・綱吉篇］（2012年、演：竜星涼）※男女逆転設定

テレビドラマ
- 大奥（関西テレビ、1983年、演：湖条千秋）
- 八代将軍吉宗（NHK大河ドラマ、1995年、演：飛田恵里）
- 大奥「5代・徳川綱吉×右衛門佐 編」（NHK総合、2023年、演：神田穣）※男女逆転設定

漫画
- 大奥（白泉社、よしながふみ）※男女逆転設定